# János Pach

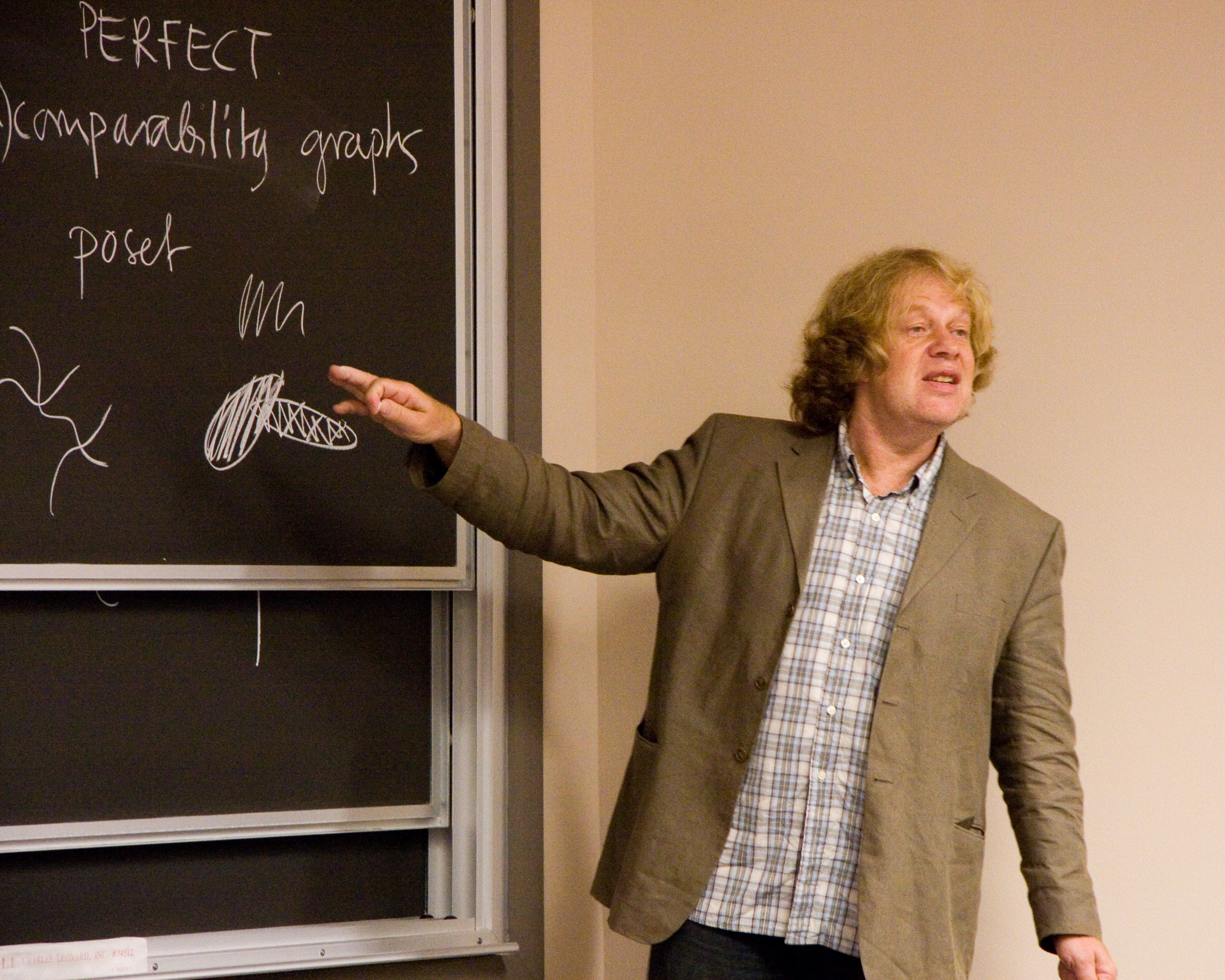
János Pach (2009)

János Pach (* 3. Mai 1954 in Ungarn) ist ein ungarischer Mathematiker und Informatiker, der sich vor allem mit Diskreter Geometrie und geometrischer Graphentheorie befasst, für die er als einer der international führenden Experten gilt.
Pach ist der Sohn des Historikers Zsigmond Pál Pach und Neffe des Mathematikers Pál Turán. Er studierte an der Loránd-Eötvös-Universität mit dem Diplom-Abschluss 1977 und der Promotion bei Miklós Simonovits 1981 (Kandidatentitel) (On Star Systems in Graphs). Außerdem habilitierte er sich (Doktortitel im russischen System) 1995 an der Ungarischen Akademie der Wissenschaften (Alfred Renyi Institut), an der er seit 1986 leitender Wissenschaftler war. 1991 wurde er Professor am Courant Institute of Mathematical Sciences of New York University und 1992 wurde er Professor an der Fakultät für Informatik der City University of New York. Ab 2004 war er dort Distinguished Professor. 2008 wurde er Professor an der École polytechnique fédérale de Lausanne (EPFL).
Er befasst sich mit kombinatorischer und algorithmischer Geometrie und extremaler geometrischer Graphentheorie. Dabei befasst er sich auch mit Anwendungen wie Bewegungsplanung von Robotern oder Entwurf von VLSI-Computerschaltkreisen. Er veröffentlichte über zwanzig Arbeiten mit Paul Erdős. 1981 löste er ein Problem von Stanislaw Ulam, indem er zeigte, dass es keine universalen abzählbaren planaren Graphen gibt, das heißt keinen abzählbaren planaren Graphen G, so dass jeder andere abzählbare planare Graph H isomorph zu einem Untergraph von G ist.
Er ist Invited Speaker für den Internationalen Mathematikerkongress 2014 in Seoul (Geometric intersection patterns and the theory of topological graphs). 1990 erhielt er den Lester Randolph Ford Award. 2011 wurde er Fellow der Association for Computing Machinery (ACM). 1982 erhielt er den Géza Grünwald Preis der Ungarischen Mathematischen Gesellschaft (Janos Bolyai Gesellschaft), 1993 den Renyi Preis der Ungarischen Akademie der Wissenschaften und 1998 deren Akademiepreis. 2014 wurde er in die Academia Europaea gewählt. Er ist Fellow der American Mathematical Society (2015). 2020 erhält er einen ERC Advanced Grant. Außerdem ist er Plenarsprecher auf dem 8. Europäischen Mathematikerkongress.
Er ist Mitherausgeber von Discrete and Combinatorial Geometry.

## Schriften
- mit Pankaj K. Agarwal: Combinatorial Geometry. Wiley 1995.
- mit Micha Sharir: Combinatorial Geometry and Its Algorithmic Applications: The Alcalá Lectures. AMS 2009.
- mit Peter Brass, W. O. J. Moser: Research problems in discrete geometry. Springer Verlag 2005.
- Herausgeber: Thirty Essays on Geometric Graph Theory. Springer Verlag 2013.
- Herausgeber: Toward a theory of geometric graphs. AMS 2004.

Einige Aufsätze:
- A problem of Ulam on planar graphs. European J. Combin. 2, 1981, 357–361.
- mit Klara Kedem, Ron Livne, Micha Sharir: On the union of Jordan regions and collision-free translational motion amidst polygonal obstacles. Discrete and Computational Geometry 1, 1986, S. 59–71.
- mit Herbert Edelsbrunner, Leonidas J. Guibas, Richard Pollack, Raimund Seidel, Micha Sharir: Arrangements of curves in the plane: topology, combinatorics, and algorithms. 15th Int. Colloq. Automata, Languages and Programming, Lecture Notes in Computer Science 317, Springer-Verlag, 1992, S. 214–229.
- mit William Steiger, Endre Szemerédi: An upper bound on the number of planar K-sets. Discrete and Computational Geometry 7, 1992, 109–123.
- mit Géza Tóth: Graphs drawn with few crossings per edge. Combinatorica 17,. 1997, 427–439.
- mit Géza Tóth: Which crossing number is it, anyway? Journal of Combinatorial Theory, Series B 80, 2000, 225–246.
- mit Hubert de Fraysseix, Richard Pollack: Small sets supporting Fáry embeddings of planar graphs. Proc. 20th ACM Symp. Theory of Computing, 1988, 426–433.
- mit R. Wenger: Embedding planar graphs at fixed vertex locations. Graphs and Combinatorics 17, 2001, 717–728.
- mit Janos Komlos, Gerhard Woeginger: Almost tight bounds for ε-nets. Discrete & Computational Geometry 7, 1992, 163–173.
- mit Gábor Tardos: Tight lower bounds for the size of epsilon-nets. J. Amer. Math. Soc. 26, 2013, 645–658.